# Official Sons of Anarchy Parody
Official Sons of Anarchy Parody ist eine Porno-Parodie aus dem Jahr 2011 über die Fernsehserie Sons of Anarchy.

## Handlung
Der Film unterteilt sich in fünf Szenen. Am Anfang beschließt die Biker-Gang es sich nach dem Alltagsstress gut gehen zu lassen und sich zu amüsieren. Danach kommt es zu mehren Sex-Szenen und Gesprächen mit bekannten Figuren aus der Serie.
Szene 1: Clay (Lee Stone) und Gemma (Darla Crane) amüsieren sich auf dem Billardtisch im Hauptquartier der Gang.
Szene 2: Jax (Bill Bailey) verletzt sich beim Versuch einige Aufgaben für Clay zu erledigen. Er ruft seine Freundin und Ärztin Tara (Daisy Cruz) herbei. Nach einer kurzen Verarztung haben die beiden anschließend Sex.
Szene 3: Federal Agent Stahl (Ann Marie Rios) hat Tig (Tommy Gunn) festgenommen. Um seine Kooperation zu gewinnen, bietet sie ihm Sex an.
Szene 4: Als Jax beim Club-eigenen Pornostudio ankommt, ist der Polizeichef (Mark Wood) schon vor Ort, um die Darstellerinnen wegen Beschwerden aus der Nachbarschaft zu verhören. Jax geht mit Lyla in den Nebenraum, während der Polizeichef mit Tori Sex hat.
Szene 5: Lyla hat Sex mit Jax, obwohl sie eigentlich Opies Freundin ist. Opie (Bill Bailey) kommt dazu und sie haben einen Dreier.

## Produktion und Veröffentlichung
Das Produktionsstudio ist Diabolic. Der DVD-Vertrieb ist von Xoom Distribution. Die Regie, das Drehbuch und die Produktionsleitung übernahm Nate Liquor. Die DVD enthält ein Behind-the-Scenes-Feature und ein Popshot-Extra.
Erstmals wurde der Film 2011 in den Vereinigten Staaten veröffentlicht.

## Kritiken
Während zwei Szenen sich tatsächlich an der Serie orientieren, haben die letzten beiden Szenen keine besonderen Handlungsorte. Der Sex ist nach Meinung des Reviewers auf AdultDVDTalk gut in Szene gesetzt. Auf Adult Video News schrieb der Rezensent der Film hätte ein furchtbares Drehbuch. In der ganzen Parodie würde auch nur ein Motorrad vorkommen. Auch ansonsten wurde die Originalserie nicht wirklich beachtet. So handelt es sich bei FBI-Agentin Stahl in der Originalserie um eine Lesbe, was hier auch nicht umgesetzt wurde.
Auf Xcritic schrieb der Rezensent, das es sich in erster Linie um einen Pornofilm handele und nur in zweiter Linie um eine Parodie. Als Porno wäre er sehr gut, aber als Parodie wäre es eher ein Film für Zuschauer mit einem Rocker-Fetisch.